# Гігрограф

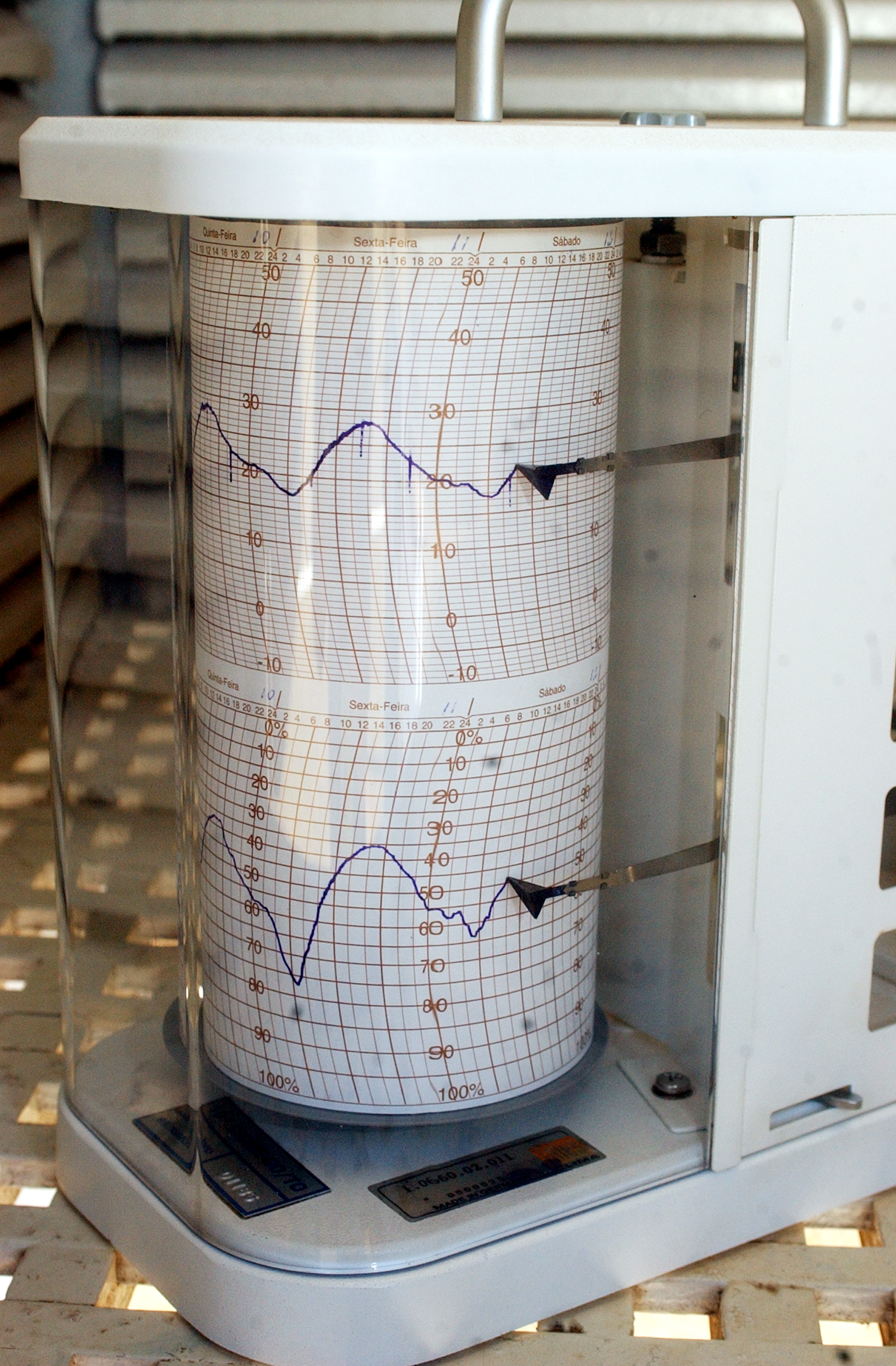
Гігрограф

Гігрóграф (грец. hygrós grapho — вологий+пишу) — автоматичний (самописний) прилад для безперервної реєстрації вологості повітря. Чутливим елементом гігрографа служить пучок знежиреного людського волосся або органічна плівка. Запис відбувається на розграфленій стрічці, яка одягнута на барабан, що обертається годинниковим механізмом. Залежно від тривалості обертання барабана гігрографи бувають добові і тижневі.